# تپه ابراهیم تپه سی
تپه ابراهیم تپه سی در شهرستان مشگین‌شهر، بخش مرکزی، دهستان مشکین غربی، روستای حیق واقع شده و این اثر در تاریخ ۲۸ اسفند ۱۳۸۵ با شمارهٔ ثبت ۱۹۰۱۸ به‌عنوان یکی از آثار ملی ایران به ثبت رسیده است.